# Кайова, Игл
Игл Кайова (тайск. อีเกิ้ล อากากูร่า, англ. Eagle Kyowa; наст. имя Ден Джанлапхан, (англ. Den Janlaphan; род. 4 декабря 1978, Пхичит, Таиланд) — тайский боксёр-профессионал, выступающий в минимальной (Minimumweight) весовой категории. Чемпион мира по версии Всемирного боксёрского совета (ВБС, WBC).
Наилучшая позиция в мировом рейтинге: 1-й.

## Биография
Игл родился в семье из 9 детей в Пхичите, Поступил в университет Таммасат в возрасте 16 лет и начал заниматься боксом, дебютировав в любительском спорте в 1995 году.
В августе 2005 года он одержал победу над чемпионом WBC в минимальном весе Кацунари Такаямой.